# BAO på turné
BAO på turné är ett livealbum från 2006 av Benny Anderssons orkester. För albumet fick bandet även en Grammis i kategorin "Årets schlager-dansband". 

## Låtlista
| Nr  | Låt                           | Musik                 | Text             | Längd |
| --- | ----------------------------- | --------------------- | ---------------- | ----- |
| 1   | Glasgow Boogie                | Benny Andersson       | -                | 4:24  |
| 2   | Vitalins vals                 | Benny Andersson       | -                | 3:15  |
| 3   | När tvenne hjärtan slå        | Jules Sylvain         | Gösta Stevens    | 3:03  |
| 4   | För dig                       | Benny Andersson       | Björn Ulvaeus    | 4:02  |
| 5   | Klinga mina klockor1          | Benny Andersson       | Björn Ulvaeus    | 2:24  |
| 6   | Födelsedagsvals till Mona     | Benny Andersson       | -                | 2:35  |
| 7   | Tobakshandlarvisa             |                       |                  | 2:30  |
| 8   | Lätt som en sommarfjäril      | Benny Andersson       | Björn Ulvaeus    | 4:16  |
| 9   | Det är vi ändå                | Benny Andersson       | Björn Ulvaeus    | 4:19  |
| 10  | Aj Aj Aj vilken röd liten ros | Jules Sylvain         | Gösta Stevens    | 3:22  |
| 11  | Gamle svarten                 |                       |                  | 3:54  |
| 12  | Slängpolska efter Bysskalle   |                       | -                | 2:45  |
| 13  | Hjortingen                    |                       | -                | 2:56  |
| 14  | Bälter Svens paradpolkett     | Olle Moreaus          | -                | 2:34  |
| 15  | Moon River                    | Henry Mancini         | Johnny Mercer    | 3:58  |
| 16  | Badinerie                     | Johann Sebastian Bach | -                | 2:59  |
| 17  | O sole mio                    | Eduardo di Capua      | Giovanni Capurro | 3:21  |
| 18  | Jehu                          | Benny Andersson       | -                | 3:25  |
| 19  | Du är min man                 | Benny Andersson       | Björn Ulvaeus    | 3:43  |
| 20  | True Love                     | Cole Porter           | Cole Porter      | 3:57  |
| 21  | Vår sista dans                | Benny Andersson       | Björn Ulvaeus    | 4:47  |
| 22  | Finalpotpurri                 | Arr:Benny Andersson   | -                | 6:04  |
| 22a | Ett glatt humör               | Sven Arefeldt         | Sven Arefeldt    | -     |
| 22b | Säg det med ett leende        |                       |                  | -     |
| 22c | Vårat gäng                    |                       |                  | -     |
| 22d | Bättre och bättre dag för dag | Karl-Ewert            | Mark Strong      | -     |

1 Ej någon sång i denna version

## Studioarbete
Arrangemang av Benny Andersson, Göran Arnberg och BAO
Mixad av Bernard Löhr och Benny Andersson i Mono Music Studio
Görel Hanser och Nutta Hultman har samordnat Bilderna är tagna av Mona Nörklit
Grafisk form av Patric Leo 

## Listplaceringar
| Lista (2006-2007) | Topplacering |
| ----------------- | ------------ |
| Sverige           | 6            |

### Fotnoter
1. ↑  ”Grammis”. Arkiverad från originalet den 17 mars 2012. https://web.archive.org/web/20120317055524/http://www.ifpi.se/wp/wp-content/uploads/100428-lc-vinnare-genom-%C3%A5ren.pdf. Läst 1 maj 2011.
2. ↑  Listplacering